# نادي فولفنبوتل لكرة السلة
نادي فولفنبوتل لكرة السلة (بالألمانية: Herzöge Wolfenbüttel) هو فريق كرة سلة ألماني تأسس في سنة 1956. فاز بكأس ألمانيا لكرة السلة مرتين (1971–72، 1981–82).

## وصلات خارجية
- الموقع الرسمي